# Узуново
Узу́ново (болг. Узуново) — село в Пловдивській області Болгарії. Входить до складу общини Асеновград.

## Населення
За даними перепису населення 2011 року у селі проживали 11 осіб, усі — турки.
Розподіл населення за віком у 2011 році:
Динаміка населення: